# Santana de Pirapama
Santana de Pirapama este un oraș în Minas Gerais (MG), Brazilia.